# 카와무라 아야노
카와무라 아야노(川村文乃, 1997년 7월 7일~)는 일본의 여성 아이돌 그룹 전 안주루무의 서브리더이다. 전 업프런트 프로모션 소속. 전예명은 川村 あやの.

## 개요
2009년 11월 24일, 오자키 마사나오 고치 현 지사로부터「고치 현 오사카나 PR대사」에 임명됐으며, 그 해 12월 9일,「오사카나 천국 2010」에서 CD 데뷔했다. 하치킨걸즈와 함께 고치 현을 중심으로 활동.
2011년 4월 17일, 하치킨걸즈에 정식 가입했다.
2016년 6월 12일,「키친록!」출연을 가지고, 하치킨걸즈를 졸업했다.
동년 8월 17일, 카와무라 아야노(川村文乃) 명의로「하로프로 연수생」에 가입했다고 발표되었다.
2017년 5월 5일,「Hello! Project 연수생 발표회 2017 ~봄의 공개 실력 진단 테스트~」에서 이치오카 레이나, 단바라 루루와 동시에 헬로! 프로젝트의 멤버로 데뷔한다고 발표되었다.
동년 6월 26일, 안주루무의 가입이 발표되었다. 그 해 7월 15일에 안주루무로 활동.
2019년 5월 25일, 동년 6월 19일부터 2대 서브리더에 취임하는 것이 발표되었다.
2020년 7월 4일,「Hello! Project presents…「솔로페스!」」에서 MVP를 획득.
동년 11월 4일, 고치 현의 안테나 숍「마루고토 고치」의「유자카츠 앰배서더」에 취임.
2021년 1월 28일, 고치 현 관광 특사로 취임.
동년 2월 17일, 고치 시 PR대사로 취임.
2024년 7월 4일, 2024년 가을 투어를 기해 안주루무 및 헬로! 프로젝트를 졸업하는 것을 발표.
동년 11월 28일, 일본 무도관에서 행해진「ANGERME 10th ANNIVERSARY TOUR 2024 AUTUMN「ROOTS」카와무라 아야노 FINAL ☆KIRAKIRA☆」를 마지막으로 안주루무 및 헬로! 프로젝트를 졸업.

## 출연

### 콘서트 · 라이브
- M-line Special 2023 ~Magical Wish~ (2023년 5월 13일, 우라야스 시 문화회관 대홀, 2회 공연) - 게스트로서 출연.

### 영화
- 특수전대 데카레인저 20th 파이어볼 부스터 (2024년 6월 7일 공개, 도에이)

## 서적

### 사진집
- 1st 솔로 사진집「Ayano」(2019년 7월 7일, 오딧세이 출판)
- 안주루무 사진집「permanent girl」(2024년 11월 12일, 오딧세이 출판) ISBN 978-4-8470-8576-5

## 참가 유닛
- 안주루무 (2017년 ~ )